# اس‌ام یو-۶۹
اس‌ام یو-۶۹ (به انگلیسی: SM U-69) یک زیردریایی بود که طول آن ۲۲۸ فوت (۶۹ متر) بود. این زیردریایی در سال ۱۹۱۵ ساخته شد.